# Система одновременных уравнений
Система одновременных уравнений — совокупность эконометрических уравнений (часто линейных), определяющих взаимозависимость экономических переменных. Важным отличительным признаком системы «одновременных» уравнений от прочих систем уравнений является наличие одних и тех же переменных в правых и левых частях разных уравнений системы (речь идет о так называемой структурной форме модели, см. ниже).
Эндогенными называются переменные, значения которых определяются в процессе функционирования изучаемой экономической системы. Их значения определяются «одновременно» исходя из значений некоторых экзогенных переменных, значения которых определяются вне модели, задаются извне. В системах одновременных уравнений эндогенные переменные зависят как от экзогенных переменных, так и от эндогенных.
Измерение тесноты связи между переменными, построение изолированных уравнений регрессии недостаточно для объяснения функционирования сложных экономических систем. Изменение одной переменной не может происходить при абсолютной неизменности других. Её изменение повлечет за собой изменения во всей системе взаимосвязанных признаков. Таким образом отдельно взятое уравнение регрессии не может характеризовать истинное влияние отдельных признаков на вариацию результирующей переменной. Поэтому в экономических исследованиях важное место заняла проблема описания структуры связей между системой переменных.

## Структурная и приведённая форма. Идентифицируемость
Структурной формой системы называется представление системы, в котором в уравнениях может присутствовать более одной эндогенной переменной (в стандартной записи это означает, что в правой части уравнений, то есть в качестве регрессоров, имеются эндогенные переменные). Структурная форма системы описывает систему взаимозависимостей между экономическими переменными.
{\displaystyle {\begin{cases}y_{1t}=\sum _{(i\not =1)}a_{1i}y_{it}+\sum _{j=1}^{q}b_{1j}x_{jt}+\varepsilon _{1t}\\y_{2t}=\sum _{(i\not =2)}a_{2i}y_{it}+\sum _{j=1}^{q}b_{2j}x_{jt}+\varepsilon _{2t}\\...\\y_{pt}=\sum _{(i\not =p)}a_{pi}y_{it}+\sum _{j=1}^{q}b_{pj}x_{jt}+\varepsilon _{pt}\\\end{cases}}}
Перенеся эндогенные переменные в левую часть структурную форму можно представить в следующем матричном виде
{\displaystyle YA=XB+E}
Приведённой (прогнозной) формой системы называется представление системы, в котором в каждом уравнении имеется только одна эндогенная переменная, то есть эндогенные переменные выражены через экзогенные:
{\displaystyle Y=X\Pi +U}
Это так называемая неограниченная приведённая форма. Структурную форму можно записать следующим образом:
{\displaystyle Y=XBA^{-1}+EA^{-1}}
Это так называемая ограниченная приведённая форма, то есть приведённая форма с ограничением на коэффициенты следующего вида: {\displaystyle \Pi =BA^{-1}}.
Если задана структурная форма, то всегда можно получить ограниченную приведённую форму (предполагается, что матрица А невырождена). Однако, обратное не всегда возможно, а если возможно, то не всегда однозначно.
Структурное уравнение называется идентифицируемым, если его коэффициенты можно выразить через коэффициенты приведённой формы. Если это можно сделать единственным способом, то говорят о точной индентифицируемости, если несколькими способами — о сверхидентифицируемости. В противном случае оно называется неидентифицируемым. Сверхидентифицируемость фактически означает, что на коэффициенты приведённой формы наложены некоторые ограничения (сверхидентифицирующие). В полной приведённой форме участвуют все экзогенные переменные и на коэффициенты не налагается никаких ограничений.
Необходимое условие идентифицируемости структурного уравнения (порядковое условие): количество переменных правой части уравнения должно быть не больше количества всех экзогенных переменных системы. В канонической форме (когда "левой" и "правой" частей нет) данное условие иногда формулируют следующим образом: количество исключенных из данного уравнения экзогенных переменных должно быть не меньше количества включенных эндогенных переменных уравнения минус единица. Если данное условие не выполнено, то уравнение неидентифицируемо. Если выполнено со знаком равенства, то, вероятно, точно идентифицируемо, иначе - сверхидентифицируема.
Достаточное условие идентифицируемости структурного уравнения: ранг матрицы, составленной из коэффициентов (в других уравнениях) при переменных, отсутствующих в данном уравнении, не меньше общего числа эндогенных переменных системы минус единица.

## Примеры
Простейшая макроэкономическая (кейнсианская) модель
{\displaystyle {\begin{cases}C_{t}=a+bY_{t}+\varepsilon _{t}\\Y_{t}=C_{t}+I_{t}\end{cases}}}
Здесь C и Y — потребление (потребительские расходы) и доход — эндогенные переменные модели, I — инвестиции — экзогенная переменная модели, b — предельная склонность к потреблению
Приведённая форма модели имеет вид:
{\displaystyle {\begin{cases}C_{t}=a/(1-b)+b/(1-b)I_{t}+\varepsilon _{t}/(1-b)=c_{0}+(m-1)I_{t}+u_{t}=\pi _{11}+\pi _{12}I_{t}+u_{t}\\Y_{t}=a/(1-b)+1/(1-b)I_{t}+\varepsilon _{t}/(1-b)=c_{0}+mI_{t}+u_{t}=\pi _{21}+\pi _{22}I_{t}+u_{t}\end{cases}}}
Величина {\displaystyle m=1/(1-b)} называется мультипликатором инвестиций (единица увеличения инвестиций приводит к существенно большему изменению дохода).
Можно проверить порядковое условие идентифицируемости. В первом уравнении в правой части 1 эндогенная переменная и нет экзогенных переменных (без учета константы). Всего экзогенных переменных в модели - 1 (тоже без константы). Таким образом, порядковое (необходимое) условие идентифицируемости выполнено.
Видно, что приведённая форма является ограниченной с двумя ограничениями {\displaystyle \pi _{11}=\pi _{21}} и {\displaystyle \pi _{22}-\pi _{12}=1}.

## Рекурсивные системы уравнений
Частным случаем систем одновременных уравнений являются т.н. рекурсивные системы, в которых матрица коэффициентов при эндогенных переменных является треугольной (обычно - нижней треугольной). Это означает, что в первом уравнении одна эндогенная переменная выражена только через экзогенные. Во втором вторая эндогенная через экзогенные и, возможно, через первую эндогенную. Третья - через экзогенные и через первые две эндогенные и т.д. Такая модель называется чисто рекурсивной, если кроме этого случайные ошибки разных уравнений некоррелированы.

## Методы оценки систем одновременных уравнений
Непосредственное применение обычного метода наименьших квадратов для оценки уравнений системы (в структурной форме) нецелесообразно, так как в системах одновременных уравнений нарушается важнейшее условие регрессионного анализа — экзогенность факторов. Это приводит к тому, что оценки параметров будут смещёнными и несостоятельными.

### Косвенный метод наименьших квадратов
Обычный метод наименьших квадратов можно применить для приведённой формы системы, так как в этой форме все факторы предполагаются экзогенными. Сущность косвенного метода наименьших квадратов (КМНК, ILS) заключается в том, чтобы оценить структурные коэффициенты, подставив в аналитическое выражение их зависимости от приведённых оценок последних, полученных обычным методом наименьших квадратов. Полученные оценки будут состоятельными.
Применение косвенного метода наименьших квадратов возможно только при точной идентифицируемости системы. Однако, часто уравнения системы оказываются сверхидентифицированными. В этом случае существуют несколько асимптотически эквивалентных, но разных оценок параметров структурной формы и в общем случае нет критерия выбора между ними.

### Двухшаговый метод наименьших квадратов
Суть двухшагового метода наименьших квадратов (ДМНК, TSLS, 2SLS) заключается в следующем:
Шаг 1. Обычным методом наименьших квадратов оценивается зависимость эндогенных переменных от всех экзогенных (фактически оценивается неограниченная приведённая форма).
Шаг 2. Обычным методом наименьших квадратов оценивается структурная форма модели, где вместо эндогенных переменных используются их оценки, полученные на первом шаге
При точной идентифицируемости системы ДМНК-оценки совпадают с КМНК-оценками.
Можно показать, что ДМНК-оценки параметров каждого уравнения фактически равны:
{\displaystyle {\hat {\beta }}_{TSLS}=(Z^{T}WZ)^{-1}Z^{T}WY~,~~W=X(X^{T}X)^{-1}X^{T}}
где Z - матрица всех переменных правой части данного уравнения, X - матрица всех экзогенных переменных системы.

### Трехшаговый МНК
В двухшаговом методе наименьших квадратов по сути каждое уравнение структурной формы оценивается независимо от других уравнений, то есть не учитывается возможная взаимосвязь случайных ошибок уравнений структурной формы между собой. В трёхшаговом методе наименьших квадратов (ТМНК, 3SLS) первые два шага совпадают с ДМНК и добавляется:
Шаг 3. На основе ДМНК-оценок остатков структурных уравнений получают оценку ковариационной матрицы вектора случайных ошибок системы и с её помощью получают новую оценку коэффициентов с помощью обобщенного метода наименьших квадратов.
При наличии корреляций между уравнениями ТМНК-оценки теоретически должны быть лучше ДМНК-оценок.

### Методы максимального правдоподобия
Метод максимального правдоподобия с полной информацией (FIML) — метод, использующий всю информацию об ограничениях на приведённую форму модели.
'Метод максимального правдоподобия с ограниченной информацией (LIML, метод наименьшего дисперсионного отношения)  предназначен для оценки одного уравнения системы. Остальные уравнения оцениваются лишь в той мере, в какой это необходимо для оценки данного уравнения. Первое оценивается в структурной форме, остальные в неограниченной приведённой, то есть используется не вся доступная информация при оценке. Данный метод сводится к нахождению минимального собственного числа определенной симметрической матрицы.

## Тестирование систем одновременных уравнений

### Тест на сверхидентифицирующие ограничения
Для тестирования сверхидентифицирующих ограничений можно использовать тест отношения правдоподобия со статистикой {\displaystyle LR=2(l_{c}^{L}-l_{c}^{S})}, которая имеет распределение {\displaystyle \chi ^{2}} с числом степеней свободы, равным количеству ограничений. Концентрированные логарифмические функции правдоподобия системы с точностью до константы имеют вид:
{\displaystyle l_{c}=-{\frac {n}{2}}\ln |(Y-X\Pi )^{T}(Y-X\Pi )|}
где для длинной модели {\displaystyle \Pi } не ограничена, а для короткой {\displaystyle \Pi =BA^{-1}}.